# Теобальд II (король Наварри)
Теоба́льд II (лат. Theobaldus II; бл. 1239 — 4 грудня 1270) — король Наварри (1253—1270). Граф Шампанський. Представник Блуаського дому. Син наваррського короля Теобальда I. Старший брат наваррського короля Генріха I. Зайняв трон після смерті батька. Помер у Трапані, не залишивши законних спадкоємців. Його титули і володіння успадкував брат Генріх I. Прізвисько — Молоди́й.

## Імена
- Теоба́льд (лат. Theobaldus) — у латинських документах.
- Теоба́льдо (ісп. Teobaldo), або Тібальт (баск. Tibalt) — у іспанських документах.
- Тібо́ (фр. Thibaut) — у французьких документах.
- Теоба́льд II (баск. Tibalt II, ісп. Teobaldo II, фр. Thibaut II) — як король Наварри.
- Теоба́льд V (баск. Тібальт IV, ісп. Teobaldo V, фр. Thibaut V) — як граф Шампанський.
- Теоба́льд II Наваррський (баск. Tibalt II Nafarroakoa, ісп. Teobaldo II de Navarra, фр. Thibaut II de Navarre) — за назвою королівства.
- Теоба́льд V Шампанський (ісп. Teobaldo V de Champaña, фр. Thibaut V de Champagne) — за назвою графства.
- Теоба́льд Молодий (ісп. Teobaldo el Joven, баск. Tibalt, Gaztea) — за прізвиськом.

## Біографія
Походив з Шампанської династії. Син Теобальда I, короля Наварри і графа Шампані, та Маргарити де Бурбон-Дампьєр. Після смерті батька у 1253 році успадкував титули та володіння. З огляду на малий вік регентом стала мати (разом з Хайме I, королем Арагону). Водночас свої претензії на трон висунув Жан I, герцог Бретані, від імені своєї дружини — двоюрідної сестри Теобальда II. Завдяки втручанню Людовика IX, короля Франції, вдалося владнати суперечку: Теобальда II визнано королем, натомість він сплатив 3000 ліврів герцогу Бретані. У 1255 році наваррський король оженився на доньці французького короля.
У 1256 році після повноліття повністю перебрав владу. Того ж року надав фуерос (привілеї) наваррській знаті, що обмежували владу короля, зокрема суд міг здійснювати під контролем 12 аристократів. Водночас за підтримки короля Людовика IX Капета отримав від Альфонсо X, короля Кастилії і Леону, права на використання портів Фуентаррабія і Сан-Себастьян, що сприяло наваррській торгівлі. У 1257 і 1259 роках відбулися обряди помазання і коронації за доручення папи римського Олександра IV. У 1259 році брав участь у судовому процесі над Енгерраном IV де Кусі щодо його жорстоких дій стосовно мисливців.
Незабаром став намагатися повернути свої владні повноваження. Для цього Теобальд II вирішив спиратися на ремісників та торгівців держави. Тому врегулював податки і мита, розширив фуерос Памплони, Ланци, Естелли, Тібас, Торральба-дель-Ріо. У 1260 році звів у Парижі власну резиденцію — Готель Наварра. Того ж року вступив у конфлікт з Жаном і Гуго де Шалон, що захопили частину Шампані. Завдяки королю Франції вдалося відновити контроль над своїми землями.
Водночас продовжив протистояння з Гідером де Гацоласом, єпископом Памплони, розпочате його батьком щодо конфлікту між баскським містечком Наваррерія (підтримувалося єпископом) і окситанським Сан-Ніколас (підтримувалося королем). У 1266 році Теобальд II намагався припинити протистояння, але марно. Того ж року здійснив перший перепис населення королівства, що зафіксував 150 тис. осіб. З огляду це скоригував королівські та військові витрати. В той же час зумів встановити зверхність над Валераном Люксембургом-Ліньї щодо земель Ліньї-ан-Барруа. Це викликало невдоволення Тібо II, графа Бара, що в союзі з Гі де Дампьер, графом Фландрії і єпископом Меца, 1267 року захопив спірну територію. Через декілька місяців Теобальд II атакував ворогів й відновив контроль над Ліньї-ан-Барруа. У 1269 році неподалік від перевалу Ронсельваль король заснував місто Еспіналь.
У 1270 році приєднав до Восьмого хрестового походу, що організував король Франції. Був активним учасником перемовин у Тунісі. Після смерті Людовика IX вирішив повертатися додому, але помер у Трапані (Сицилія). Владу успадкував молодший брат Генріх. Поховано у церкві Кордельєрів (Ільде-Франс, Провен).

## Сім'я
Дружина — Ізабелла, донька Людовика IX Капета, короля Франції.
Дітей не було
Коханка — Жіль де Рада
Діти:
- Марчеза (? — після 1303), дружина Педро Арагонського, барона Ґіхар